# Groene watersalamander
De groene watersalamander (Notophthalmus viridescens) is een salamander uit de familie echte salamanders (Salamandridae). De soort werd voor het eerst wetenschappelijk beschreven door Constantine Samuel Rafinesque-Schmaltz in 1820. Oorspronkelijk werd de wetenschappelijke naam Triturus (Diemictylus) viridescens gebruikt.

## Uiterlijke kenmerken
Deze salamander bereikt een lichaamslengte van 6,5 tot 14 centimeter. De lichaamskleur is bruin tot oranjebruin en soms ook wel groen tot grijs met over het hele lichaam kleine zwarte vlekjes, die niet erg dicht verspreid liggen. Aan de bovenzijde van de flanken zitten aan elke kant zes tot negen felrode zwartomrande vlekken, waaraan de soort gemakkelijk te herkennen is. Zoals veel soorten uit deze familie hebben de dieren een water- en een landstadium, in het water heeft de salamander een zeer platte, bladachtige staart, een dunne, gladde huid en vliezen tussen de tenen. Op het land is de staart bijna rond, is de huid ruw, de zwemvliezen zijn niet zichtbaar en het lichaam is kleiner en lichter. Exemplaren die in het water leven hebben een zachte huid in vergelijking met op het land levende dieren die een korrelige huid hebben.

## Verspreiding en habitat
De groene watersalamander leeft in het zuidoosten van Canada en het noordoosten van de VS. De habitat bestaat uit plassen, meren, sloten en moerassen met veel plantengroei, zowel op het land als in het water.

## Levenswijze
De soort is niet kieskeurig wat voedsel betreft; zo worden insecten, kreeftjes, wormen, amfibieën-eitjes en ook (eigen) larven gegeten.

## In terraria
De groene watersalamander is populair in terraria omdat de soort gemakkelijk in leven te houden is. Omdat het dier vaak aquatisch te koop wordt aangeboden omdat het dier zich niet kan verstoppen en beter is te etaleren, wordt soms onterecht aangenomen dat de salamander uitdroogt als hij op het land komt. Het waterstadium dient echter uitsluitend voor de voortplanting, dat enkele maanden duurt en eindigt met de ei-afzet. Nadat de larven zijn uitgekomen leven ze enkele maanden in het water, waarna ze drie jaar op het land leven voordat ze volwassen worden.